# Министерства правительства Канады
Ниже представлен список министерств правительства Канады и различных зависимых от них агентств.

## Корона
- Монархия Канады
  - Королева Канады
  - Генерал-губернатор Канады

## Министерства с подчинёнными службами
Названия министерств выделены полужирным шрифтом, агентства (службы) в ведении каждого министерства указаны под ним.
- Министерство иностранных дел и международной торговли Канады
- Министерство по делам индейцев и Севера Канады
- Министерство межправительственных дел Канады
- Министерство сельского хозяйства и продовольственной промышленности Канады
- Министерство по делам ветеранов Канады
- Министерство гражданства и иммиграции Канады
- Внешняя торговля Канады
- Министерство национальной обороны Канады
  - Канадские вооружённые силы
- Социальное развитие Канады
- Министерство окружающей среды Канады
  - Канадская служба фауны
  - Метеорологическая служба Канады
  - Служба парков Канады
- Министерство промышленности Канады
- Министерство финансов Канады
- Министерство юстиции Канады
- Министерство наследия Канады
- Министерство рыболовства и океанов Канады
- Человеческие ресурсы и Профессиональное развитие Канады
- Министерство здравоохранения Канады
- Природные ресурсы Канады
- Общественный порядок и Гражданская оборона Канады
- Министерство транспорта Канады
- Гражданское строительство и Правительственные службы Канады

Примечание: указанное название является официальным названием, данным правительством Канады. Прописные и строчные буквы не следуют принятым в русском языке правилам (напр.: Сельское хозяйство и Продовольственная промышленность)

## Отдельные агентства
- Парламент Канады
  - Elections Canada
  - Office of the Auditor General of Canada
  - Office of the Ethics Commissioner
  - Office of the Information Commissioner
  - Office of the Privacy Commissioner
- Atlantic Canada Opportunities Agency — Minister for the Atlantic Canada Opportunities Agency
- Банк Канады
- Банк делового развития Канады
- Canada Revenue Agency — Minister of National Revenue
- Economic Development Agency of Canada for the Regions of Quebec — Minister of the Economic Development Agency of Canada for the Regions of Quebec
- Canadian Dairy Commission
- Canadian Environmental Assessment Agency
- Canadian Food Inspection Agency
  - Canadian Grain Commission
- Canadian Human Rights Commission
- Canadian Intergovernmental Conference Secretariat
- Canadian Nuclear Safety Commission
- Canadian Radio-television and Telecommunications Commission
- Canadian Space Agency
- Canadian Tourism Commission
- Canadian Transportation Agency
- Copyright Board of Canada
- Financial Consumer Agency of Canada
- Financial Transactions and Reports Analysis Centre of Canada
- Military Police Complaints Commission
- National Research Council of Canada
- Natural Sciences and Engineering Research Council
- National Film Board of Canada
- Office of the Superintendent of Financial Institutions
- Parks Canada
- Passport Canada
- Public Health Agency of Canada
  - Canadian Health Network
- Public Service Commission of Canada
- Social Sciences and Humanities Research Council of Canada
- Statistics Canada
- Status of Women Canada --Minister responsible for the Status of Women
- Supreme Court of Canada
- Western Economic Diversification Canada — Minister of Western Economic Diversification